# Jahrhundertbrunnen Essen

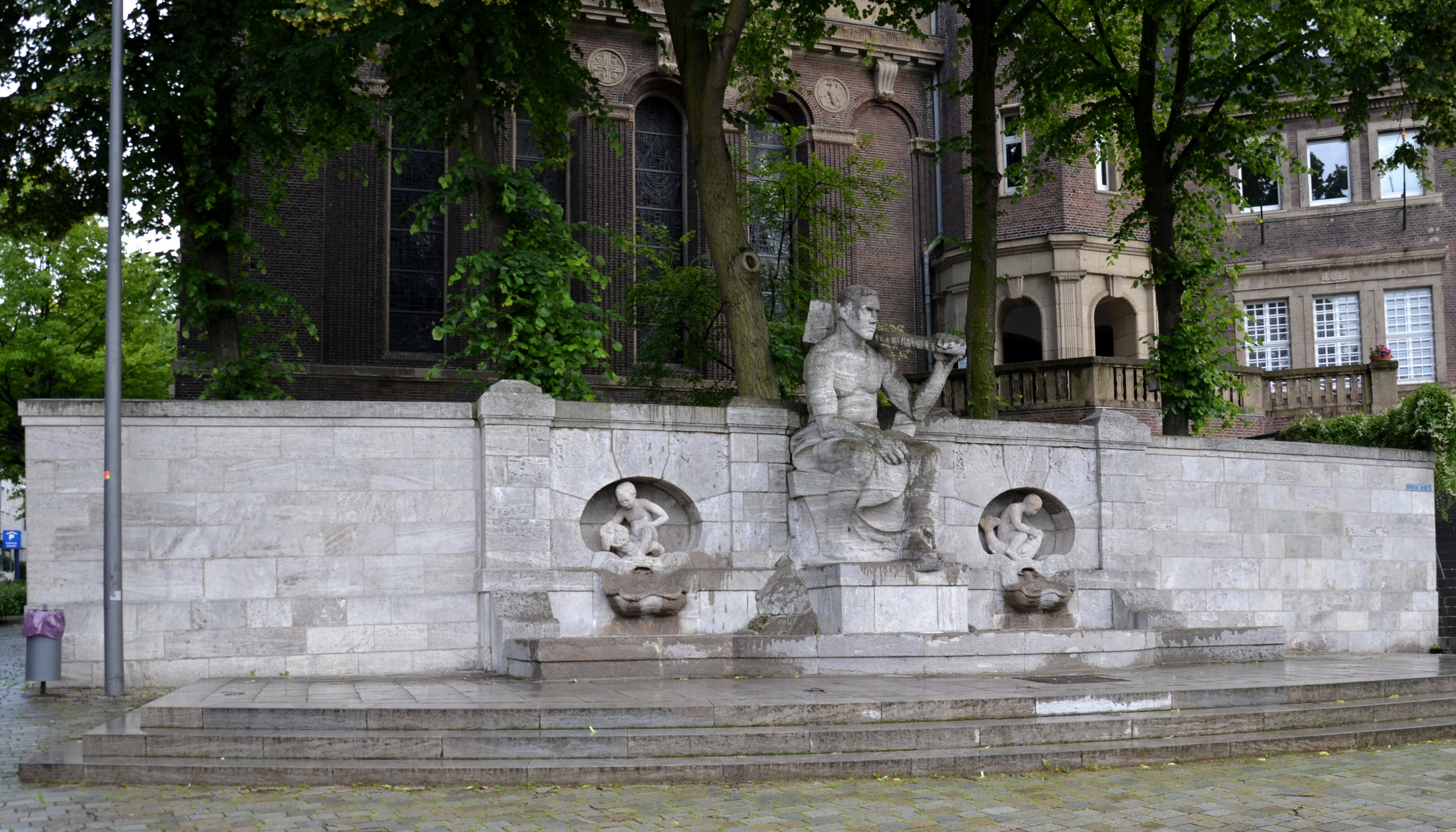
Jahrhundertbrunnen vor der Altkatholischen Friedenskirche, 2012

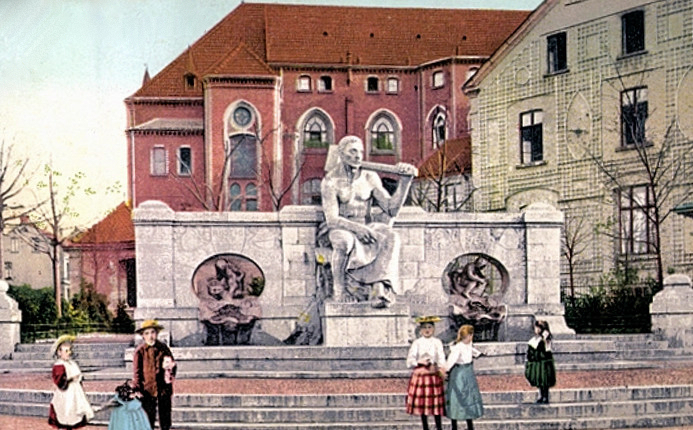
Brunnen noch freistehend, um 1910

Der Jahrhundertbrunnen ist ein historischer Brunnen im Essener Stadtkern aus dem Jahre 1907, der heute unter Denkmalschutz steht.

## Geschichte

### Zweck
Der Jahrhundertbrunnen erinnert an 100 Jahre Vereinigung von Stadt und Stift Essen mit dem Königreich Preußen im Jahr 1802. Preußische Truppen nahmen die bis dahin selbstständige Stadt und das bis dahin selbstständige Damenstift sowie die Reichsabtei Werden in Besitz. Dies geschah als Entschädigung für die in den Koalitionskriegen an Frankreich verlorengegangenen linksrheinischen Gebiete. 

### Grundsteinlegung und Einweihung
Die Grundsteinlegung des von der Stadt Essen gestifteten Brunnens wurde am 3. August 1902 gefeiert. Zum Festakt am Brunnen verlas Oberbürgermeister Erich Zweigert die Stiftungsurkunde. Es nahmen weitere Stadtverordnete, Stadtbauräte sowie Vertreter der Provinzialverwaltung teil. Eine Militärkapelle spielte das Gebet aus der Oper Lohengrin von Richard Wagner.
Die Einweihung des damals freistehenden Brunnens fand am 3. August 1907 statt. Die feierliche Enthüllung erfolgte durch Reden und musikalische Darbietungen direkt vor dem Brunnen. Darauf folgte ein Festumzug in die Innenstadt zum Markt und weiter über die Kettwiger Straße und die Huyssenallee bis hin zum Stadtgarten. Der in drei Gruppen aufgeteilte Umzug bestand aus Kriegervereinen und Männergesangsvereinen in Gruppe I, Turnvereinen und Arbeitervereinen in Gruppe II, sowie freiwilligen Feuerwehren, Innungen, Schützenvereinen, Stenographen- und weiteren kleineren Vereinen in Gruppe III. Letztere Gruppe traf sich zu dem feierlichen Umzug auf dem Burgplatz, um sich einzureihen. Im Stadtgarten gab es mehrere Plätze für Musikkapellen und Gesangsvereine sowie ein Feuerwerk.

### Das Denkmal
Der Jahrhundertbrunnen wurde vom Münchner Bildhauer Ulfert Janssen aus Muschelkalk im Stil von Adolf von Hildebrand erschaffen. Janssen ging als Sieger eines Wettbewerbs hervor und durfte seinen Entwurf umsetzen. Der Muschelkalk stammt aus Heidingsfeld, heute ein Stadtteil von Würzburg.
Die mittig dominierende Kolossalfigur in Form eines sitzenden Arbeiters mit Schmiedehammer versinnbildlicht die Arbeit als solche. Zu beiden Seiten des übergroßen Arbeiters sitzt je eine spielende Putte in der Mauer, von der sich Wasser in ein Brunnenbecken ergießt. Die Inschrift, entworfen von Hans Niemeyer, stellt fest: Rüstig zur Arbeit – froh in der Rast. Links des Arbeiters weisen das Essener Stadtwappen mit der Jahreszahl 1802 sowie rechts das Wappen Preußens mit der Jahreszahl 1902 auf den eigentlichen Errichtungsgrund des Brunnens hin. Auf der Rückseite der Brunnenwand erinnert eine Inschrift an den Errichtungsgrund des Denkmals: Stadt und Stift Essen vereinigt mit dem Königreich Preussen am 3. August 1802.
1912 stellte der Architekt der benachbarten Alten Synagoge, Edmund Körner, Überlegungen an, wie der alleinstehende Brunnen auf dem heute Edmund-Körner-Platz genannten Bereich verlagert werden könnte, um ihm einen bisher fehlenden Vordergrund geben zu können. In den Jahren 1914 bis 1916 wurde dann hinter dem Brunnen, in südöstlicher Richtung, die Altkatholische Friedenskirche mit erhöhtem Vorplatz errichtet. Die Futtermauer des erhöhten Vorhofes der Kirche bildet bis heute die nun in Muschelkalk deutlich verbreiterte Brunnenmauer. 
1993 wurde der Jahrhundertbrunnen als Baudenkmal in die Denkmalliste der Stadt Essen eingetragen. 2012 wurde in Zusammenhang mit der Neugestaltung des Edmund-Körner-Platzes die Einfassung des Brunnens erneuert.